# Servino
Servino è il nome dato ad una formazione geologica costituita da una caratteristica successione di sedimenti, da transizionali a marini, che affiora tipicamente nelle Alpi meridionali lombarde.

## Descrizione e ambiente sedimentario
L'unità è suddivisibile in vari membri, per lo più informali, in cui si possono ritrovare alcune caratteristiche dominanti:
- Membro di Prato Solaro, composto da conglomerati fini rosati e subarkose biancastre. Per questo membro è stata proposta la formalizzazione [1]
- Calcare di Praso, composto da alternanze di dolomie giallastre e siltiti
- Membro di Ca' san Marco, composto da quarzareniti e subarkose, alternate a siltiti e dolomie. Presenza di laminazioni da ambiente tidale e bioturbazione
- Calcari oolitici a gasteropodi, composto da calcareniti rosate, spesso dolomitizzate con abbondante presenza di ooliti.
- Membro di Acquaseria, formato da arkose, si rinviene principalmente sul lago di Como, nell'area compresa tra Bellano e Acquaseria
- Strati a Myophoria, calcari bioclastici ed oolitici spesso dolomitizzati.
- Membro superiore, alternanze di siltiti, marne e dolomie marnose.

Lo spessore totale della formazione varia dai 150 m fino ai 300 m nella zona del lago di Como. Gli spessori minimi (alcune decine di metri) si rinvengono nell'area di Campione d'Italia. 
In base agli strati riconosciuti è possibile interpretare l'ambiente di deposizione come ambiente tidale trasgressivo con moderati apporti di delta-conoidi.

## Rapporti stratigrafici e datazione

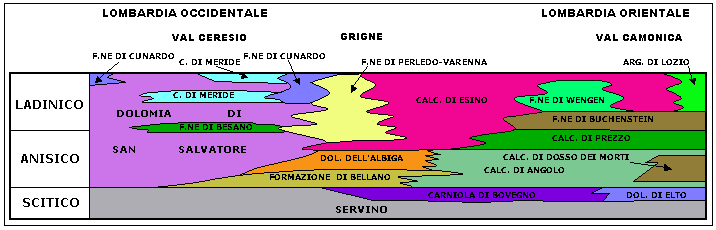
Stratigrafia

Il Servino rappresenta la trasgressione marina con cui inizia la sedimentazione triassica nel sudalpino. L'unità sottostante al Servino è il Verrucano Lombardo, di età permiana, e localmente (nell'area ad ovest del lago di Como) con il basamento metamorfico. Il contatto è paraconcordante e on-lap con il basamento.
Il limite superiore della formazione presenta un passaggio graduale con la Carniola di Bovegno e un contatto erosionale con la Formazione di Bellano. Ad est si trova, tramite il sistema giudicariense la formazione di Werfen